# キュプセロス (僭主)
キュプセロス（古希: Κύψελος, Kypselos、?-紀元前625年、在位：紀元前657年-紀元前625年）は紀元前7世紀コリントスの僭主である。

## 来歴
キュプセロスはエエティオンとコリントスを支配するバッキアダイ（バッキス一族）のラブダの子である。生まれたばかりのキュプセロスはデルフォイで不吉な神託が下されたためにバッキアダイの者に殺されかけた。エエティオン邸にやってきた刺客たちはラブダに子供を見せて欲しいと言い、キュプセロスを抱いたところ、キュプセロスがにっこりと微笑んだために彼らは哀れみを感じて殺せなくなった。このために刺客たちは一度エエティオン邸を出たが、再び彼らは戻ってきた。その時には彼らの企みを知っていたラブダは櫃（キュプスレー）の中に赤子を隠してやり過ごした。このため、この赤子はキュプセロスと名付けられた。キュプセロスは後にこの櫃をオリュンピアに奉納した。成長したキュプセロスは紀元前657年にバッキアダイの者たちをデルフォイの神託を伺うためと称して市外に出し、そのまま追放してコリントスの僭主になった。その際、キュプセロスはゼウス神に市の政権を握ったらコリントス人の全財産を奉納すると約束した。政権を奪取した彼は市民に財産表を書かせてその10分の1を取り上げて奉納し、それを10年間繰り返し、コリントス市民を無一文にすることなく約束を果たした。僭主になったキュプセロスは多くのコリントス人を殺したり、追放したり、財産を没収したりするなど苛政を敷いたが、一方でキュプセロスは民衆の人気取りに勤めて護衛兵を持たなかったという。32年の統治の後にキュプセロスは死に、地位は子のペリアンドロスが引き継いだ。